# Нери, Помпео
Помпео Нери (итал. Pompeo Neri; 17 января 1706, Флоренция — 15 сентября 1776, там же) — итальянский юрист, экономист, политик и научный писатель, считающийся главным архитектором реформистской политики Габсбург-Лотарингского дома, правителей Великого герцогства Тосканского.
Родился в семье профессора права и герцогского советника. В 1726 году окончил юридический факультет университета Пизы, по окончании будучи объявлен его лучшим выпускником. С установления в 1737 году в Тосканском герцогстве Лотарингской династии был приближен ко двору и занимал там различные должности: с 1738 года входил в комиссию по правовым вопросам, в 1738 году секретарём Совета регентства по финансовым делам. В 1745 году по поручению Франца I Стефана руководил переработкой всех законов Тосканы по савойскому образцу (в 1748 году этот проект был приостановлен). В 1749 году был призван в Милан Марией Терезией для реформы местного законодательства и на этом посту стремился уменьшить права местного дворянства. Во Флоренцию вернулся только в 1758 году, где вновь приступил к работе в Совете регентства по вопросам финансов.
В 1763 году в связи с голодом предложил отпуск цен на зерно, что в апреле 1764 года было на время реализовано. Когда в 1765 году к власти пришёл Леопольд II, он отменил институт регентства, но поручил Нери управление министерством внутренних дел; со следующего года входил в состав совета по вопросам мелиорации Мареммы. В 1770 году после отставки Франческо Орсини фон Розенберге был назначен главой государственного совета и вновь вернулся к вопросу об отпуске цен на зерно (24 августа 1775 году в итоге добившись соответствующего указа, который подписал сам Леопольд II). В 1771 году одновременно возглавил комитет по вопросам уголовного и гражданского правосудия; на этой должности активно боролся с правом так называемого церковного убежища для преступников. Скончался в родном городе.
Как экономист был сторонником умеренного меркантилизма. Главные сочинения Нери были посвящены вопросам о металлических деньгах («Osservazioni sopra il prezzo legale delle monete», Флоренция, 1751; «Documenti annesi alle osservazioni sopra il prezzo legale delle monete», там же, 1752) и о хлебной торговле («Sopra la materia frumentaria discorso», 1760). Все труды его авторства помещены в собрании классических писателей по политической экономии, изданном Кустоди (Милан, 1803—1816).